# Leonardo Mordini
Leonardo Mordini (Barga, 2 novembre 1867 – Barga, 12 aprile 1943) è stato un diplomatico e storico italiano.

## Biografia
Nacque dal senatore Antonio Mordini e Amalia Cecchini. Conseguì il diploma della scuola di scienze sociali di Firenze il 27 novembre 1888. Sposò a Roma il I giugno 1903 Giovanna Bougleux, dalla quale ebbe i figli Antonio e Amalia.
Fu funzionario del Ministero degli Esteri Italiano, console d'Italia a Costantinopoli, Buenos Aires, Cairo, Spalato, Budapest, Principato di Monaco, Bastia. Console Generale d'Italia a Lione. Fu anche socio corrispondente dell'Accademia Lucchese di Scienze, Lettere ed Arti.
Da storico curò diversi saggi, apparsi in rivista, sulle vicende del Risorgimento, e in particolare le biografie di Giuseppe Garibaldi e Francesco Domenico Guerrazzi; pubblicò inoltre le memorie di Leonetto Cipriani.
Fu legato da stretta amicizia al poeta Giovanni Pascoli, allo storico Michele Rosi e al filosofo Arturo Moni.